# Demetrios Michael Dukas Komnenos Kutrules
Demetrios (später Michael) Dukas Komnenos Kutrules Angelos (mittelgriechisch Δημήτριος [Μιχαήλ] Δούκας Κομνηνός Κουτρούλης Ἄγγελος; † 1304) war ein byzantinischer Despot aus der Dynastie der Angeloi.

## Leben
Demetrios war der dritte Sohn des Herrschers von Epirus, Michael II. Komnenos Dukas (1230–1268), der ebenfalls den Beinamen Kutrules trug, und der Theodora von Arta. In seiner Jugend stand er im Schatten seines älteren Bruders Nikephoros, der nach dem Tod Michaels II. ab 1268 in Epirus herrschte. In Erinnerung an seinen verstorbenen Vater nahm Demetrios dessen Vornamen Michael an. 1277 oder 1278 verließ Demetrios Michael seine Heimat Arta in Richtung Konstantinopel, wo ihn der byzantinische Kaiser Michael VIII. Palaiologos zum Despoten erhob und mit seiner Tochter Anna Palaiologina verheiratete. Aus der Ehe gingen die beiden Söhne Andronikos und Konstantin hervor. Mit seiner zweiten Frau Ana Terter, einer Tochter des bulgarischen Zaren Georgi I. Terter, hatte er weitere Kinder. Im byzantinischen Heer kämpfte Demetrios Michael 1281 bei der Belagerung von Berat gegen die Truppen Karls I. von Anjou. Kaiser Andronikos II. setzte ihn 1301 gegen die Alanen ein. Im Frühjahr 1304 wurde Demetrios Michael der Verschwörung gegen Andronikos II. beschuldigt und ins Gefängnis gesteckt, wo er bald darauf gestorben sein dürfte.